# Rafael Ramón Conde Alfonzo

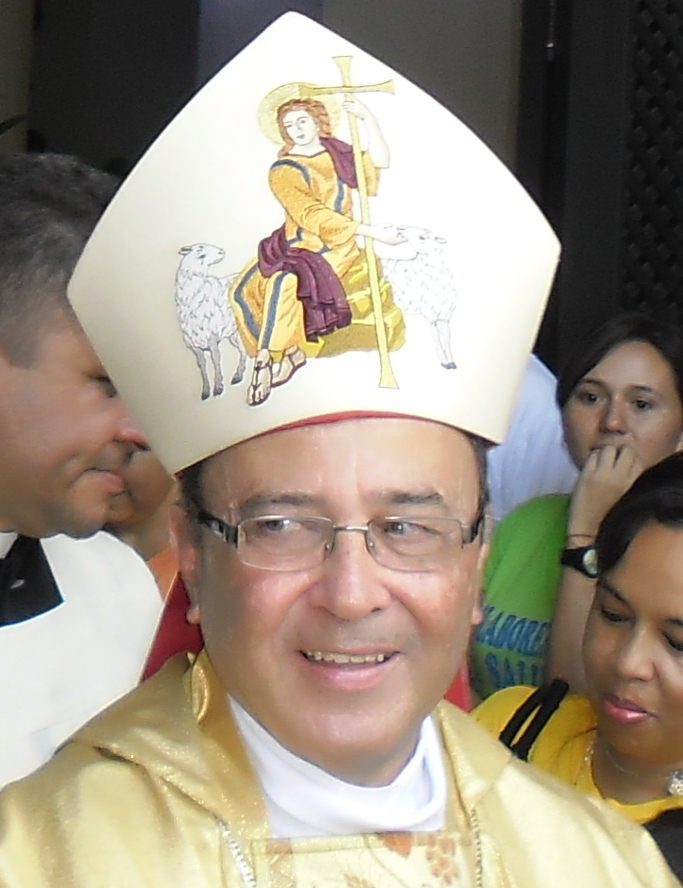
Rafael Ramón Conde Alfonzo, 2013

Rafael Ramón Conde Alfonzo (* 13. Juli 1943 in Caracas, Venezuela; † 10. Dezember 2020 in Maracay) war ein venezolanischer Geistlicher und römisch-katholischer Bischof von Maracay.

## Leben
Rafael Ramón Conde Alfonzo empfing am 8. Dezember 1968 durch José Humberto Kardinal Quintero Parra, Erzbischof von Caracas, die Priesterweihe für das Erzbistum Caracas. Er studierte Philosophie und Katholische Theologie am Priesterseminar Santa Rosa de Lima in Caracas sowie Kirchenrecht an der Päpstlichen Universität Gregoriana in Rom. Danach war er Subregens des Seminars San José in El Hatillo bei Caracas und dort Professor für kanonisches Recht. Er war unter anderem Notar und Offizial am Diözesangericht sowie Kanzler der Kurie des Erzbistums und Domdechant der Kathedrale von Caracas.
Papst Johannes Paul II. ernannte ihn am 2. Dezember 1995 zum Weihbischof in Caracas, Santiago de Venezuela und Titularbischof von Bapara. Die Bischofsweihe spendete ihm der Papst persönlich am 6. Januar des nächsten Jahres im Petersdom; Mitkonsekratoren waren die Kurienerzbischöfe Giovanni Battista Re, Substitut des Staatssekretariates, und Jorge María Mejía, Sekretär der Kongregation für die Bischöfe und des Kardinalskollegiums.
Am 21. August 1997 wurde er zum Koadjutorbischof von La Guaira und am 18. März 1999 zum Bischof von Margarita ernannt. Am 12. Februar 2008 wurde er zum Bischof von Maracay ernannt und am 26. April desselben Jahres in das Amt eingeführt.
Papst Franziskus nahm am 19. Juli 2019 seinen vorzeitigen Rücktritt an.